# Xã Anina, Quận Jerauld, South Dakota
Xã Anina (tiếng Anh: Anina Township) là một xã thuộc quận Jerauld, tiểu bang Nam Dakota, Hoa Kỳ. Năm 2010, dân số của xã này là 21 người.